# USS LST-826
USS LST-826 – okręt desantowy czołgów typu LST-542. Jak wiele innych jednostek tego typu nie otrzymał nazwy jednostkowej i nosił tylko numer kadłuba.
Stępkę okrętu położono 6 października 1944 w Evansville (Indiana) w firmie Missouri Valley Bridge & Iron Co.. Został zwodowany 14 listopada 1944, matką chrzestną była pani W. E. Haynie. Wszedł do służby 7 grudnia 1944, dowódcą został Lt. John G. Mahler, USNR.
W czasie II wojny światowej LST-826 został przydzielony do azjatycko-pacyficznego teatru wojny i uczestniczył w desancie i okupacji Okinawa Gunto w maju i czerwcu 1945. Po zakończeniu walk pełnił służbę w siłach okupacyjnych na Dalekim Wschodzie do początku grudnia 1945.
LST-826 został odznaczony jedną battle star za służbę w czasie II wojny światowej.